# Prusinowice
Prusinowice [pronunciación en polaco: /pruɕinɔˈvit͡sɛ/] es un pueblo en el distrito administrativo de Gmina Lutomiersk, dentro del Distrito de Pabianice, Voivodato de Łódź, en Polonia central. Se encuentra aproximadamente 4 kilómetros al sureste de Lutomiersk, 14 kilómetros al noroeste de Pabianice, y 16 kilómetros al oeste de la capital regional, Łódź.